# Reimond Stijns

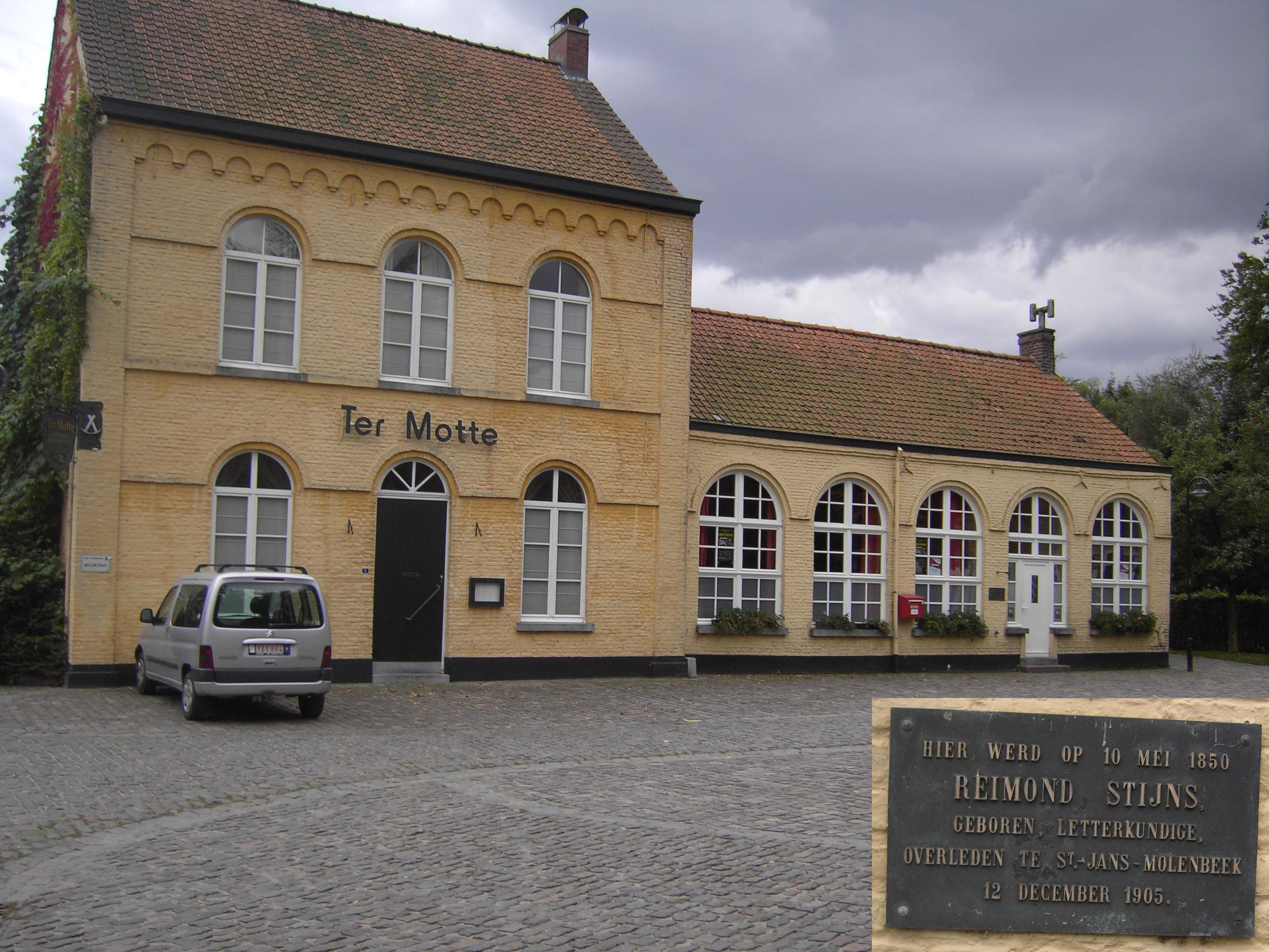
Rechts het geboortehuis van Reimond Stijns.

Reimond Stijns (Mullem, 10 mei 1850 – Sint-Jans-Molenbeek, 12 december 1905) was een Vlaams schrijver.
Als zoon van de onderwijzer-koster Henricus Stijns studeerde hij aan de Bisschoppelijke Normaalschool te Sint-Niklaas. Hij werd in 1870 onderwijzer te Bevere, daarna in zijn geboortedorp en te Sint-Jans-Molenbeek. In 1883 werd hij uiteindelijk studiemeester, later leraar Nederlands aan het Koninklijk Atheneum te Brussel.
Reimond Stijns stierf op 12 december 1905. Hij had zich letterlijk doodgedronken. Naar de oorzaken van die uiteindelijke drankafhankelijkheid hoeft niet lang te worden gezocht: zijn aangeboren aanleg tot vrolijkheid en vertier in gelijkgestemd gezelschap, het overlijden van zijn dochtertje Elza en zijn decennialange treurnis wegens de aanhoudende sabotage van zijn carrière door de inrichtende macht. Ook en vooral, de tergende en stuitende miskenning van zijn schrijverstalent.

## Literair oeuvre
Stijns schreef drie belangrijke romans: Arm Vlaanderen (samen met Isidoor Teirlinck), In de Ton, en Hard Labeur. Heel zijn leven werd hij verteerd door heimwee naar zijn geboortestreek, de Vlaamse Ardennen, en naar de paradijselijke jaren van zijn jeugd. Beide thema’s komen dan ook veelvuldig aan bod in zijn geschriften, naast zijn niet aflatende strijd tegen het toen heersende obscurantisme en de sociale achterstelling van de Vlaming in eigen land. Zijn laatste werk, Hard Labeur, betekende echter een breuk met het voorafgaande deel van zijn oeuvre en was tegelijk een mijlpaal in de literatuurgeschiedenis. Met die roman introduceerde hij het naturalisme in Vlaanderen.
Drie grote Vlaamse schrijvers liepen hoog op met Stijns’ laatste geschriften: Cyriel Buysse verklaarde: ‘Helaas, nooit zou hij naar waarde geschat en bewonderd worden. Men kende hem wel, sommigen zelfs prezen hoog zijn werken; maar, dàt wat hij verdiende, neen, hij kreeg het niet’. Herman Teirlinck stelde: ‘Met Hard Labeur komt Reimond Stijns geheel vooraan te staan in de rij onzer beste schrijvers’. En Louis-Paul Boon betoogde : Hard Labeur is het mooiste, het gaafste, dat de naturalistische periode in onze literatuur heeft voortgebracht’.

## Naturalisme
Aanvankelijk werkte Reimond Stijns samen met zijn schoonbroer Isidoor Teirlinck (vader van Herman Teirlinck), eveneens leraar te Brussel. Zo publiceerden zij in 1884 samen "Arm Vlaanderen", een politieke roman over de schoolstrijd die toen woedde tussen katholieken en liberalen.
Vanaf 1886 ging hij zijn eigen weg en produceerde hij zijn beste werk, waarvan Hard labeur (1904) het meest gekend is. Dit werk werd op de BRT (1985) vertoond in de vorm een tv-feuilleton met in de hoofdrol Jo De Meyere, die boer Speeltie vertolkte.
Reimond Stijns was de eerste vertegenwoordiger van de naturalistische school in onze letterkunde. Meestal ontleende hij zijn onderwerpen aan het leven van de gewone man, in hoofdzaak de landbouwers.

## Vrijmetselarij
De Schoolstrijd leidde tot een politiek-ideologische tweedeling van België. Het is in die sociaal zeer bewogen context dat Reimond Stijns toetrad tot de Vrijmetselarij. Zijn Meester-diploma dateert van 20 maart 1883. Zijn kompaan en zwager Isidoor Teirlinck zette ook de stap. Het is zeer aannemelijk dat zij gelijktijdig in de Werkplaats Les Vrais Amis de l'Union et du Progrès Réunis werden ingewijd als zogenaamde Maçonnieke melkbroers. Die Loge was een van de oudste van België. Ook zeer invloedrijk, want niet minder dan drie van de zeven ministers van het Kabinet-Frère-Orban waren er lid van: Jules Bara, minister van Justitie, Pierre Van Humbeeck, minister van Openbaar Onderwijs, en Bruno Renard, minister van Oorlog en stafchef van het leger.
De toen bijna vijftiger Emmanuel Hiel, een dichter waar Stijns tijdens zijn adolescentiejaren zo mee had gedweept, was al langer lid van de Loge Les Amis Philanthropes, een zusterloge van Stijns’ Werkplaats. Zijn kunstbroeder en stichter van het tijdschrift Nederlandsche Dicht- en Kunsthalle, Theophiel Coopman, eveneens.

## Hulde
In 1987 hield het stadsbestuur van Oudenaarde een Stijns-herdenking en sindsdien hangt er een bronzen gedenkplaat aan het oud-gemeentehuis van Mullem. In 1988 werd het Reimond Stijnspad ingewandeld.
In zijn geboortedorp Mullem en in Sint-Jans-Molenbeek werd een straat naar hem vernoemd.
In 2015, 110 jaar na zijn overlijden, verscheen zijn complete biografie: Paul de Pessemier 's Gravendries, Reimond Stijns. Van 'Arm Vlaanderen' tot 'Hard Labeur'. Rotterdam-Antwerpen: C. de Vries-Brouwers, 2015, 280 blz.

## Werken over Stijns
- Paul de Pessemier 's Gravendries, Reimond Stijns. Van 'Arm Vlaanderen' tot 'Hard Labeur'. Antwerpen/Rotterdam: Uitgeverij C. de Vries-Brouwers, 2015. (Biografie)
- Stefan van den Bossche, Ge zijt zoveel mensen geweest. Herman Teirlinck 1879-1967. Antwerpen, 2017. (Biografie)
- Paul de Pessemier 's Gravendries, De Zuid-Vlaamse Connectie: Isidoor en Herman Teirlinck, Reimond Stijns, Nestor de Tière en Omer Wattez, in: Triverius, 2015, 4e kwartaal, blz. 22-32
- Paul de Pessemier 's Gravendries, Broeder Reimond Stijns' kleine oorlog tegen onwetendheid, leugen en heerszucht, in: Acta Macionica, nr. 25 (2015), blz. 145-165